# Smolnica (okres Suwałki)
Smolnica je vesnice v gmině Rutka-Tartak, okres Suwałki, Podleské vojvodství. Leží v blízkosti hranice s Litvou.
V letech 1975–1998 byla pod administrativní správou Suwalského vojvodství.
Sousedí s vesnicí Poszeszupie, Kupowo a Litvou na východě.
V roce 2011 ve vesnici Smolnica žilo 32 obyvatel.
Vesnicí protéká potok Szelmentka, který je pravostranným přítokem řeky Szeszupe (Šešupė).